# Ювелірні прикраси

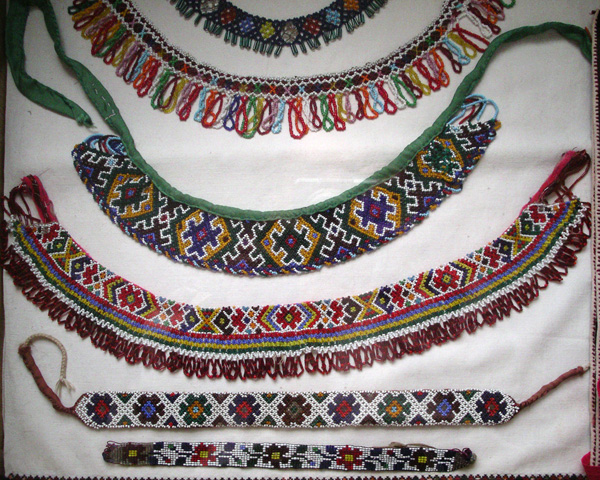

Ювелі́рні прикра́си — вироби, створені здебільшого з коштовних матеріалів. Звичай прикрашати людське тіло виник на зорі формування людського суспільства як один з перших проявів його культури. Хоча традиційно ювелірними називають прикраси з дорогоцінних металів та каменів, у сучасній ювеліриці майстри використовують й інші матеріали, поєднуючи коштовні натуральні діаманти з некоштовним металом під назвою "титан". Також ювелірні вироби можуть бути доповнені деревом, шкірою тощо.

## Форма і функція
У більшості культур у певний момент була практика зберігати велику кількість багатства у вигляді коштовностей. Численні культури зберігають весільний приданий у вигляді коштовностей або виготовляють прикраси як засіб для зберігання чи демонстрації монет. Крім того, ювелірні вироби використовували як грошову одиницю або товар для торгівлі; прикладом є використання невільних намистин.
Багато ювелірних виробів, таких як брошки та пряжки, виникли як суто функціональні предмети, але перетворилися на декоративні вироби, оскільки їх функціональні потреби зменшилися.
Носіння амулетів і відданих медалей для захисту або відвернення від зла поширене в деяких культурах. Вони можуть мати форму символів (наприклад, анкх), каменів, рослин, тварин, частин тіла (наприклад, Хамса) або гліфів (наприклад, стилізовані версії Тронного вірша в ісламському мистецтві).

## Українські жіночі прикраси
Українські жінки завжди любили прикрашати себе стрічками та вінками, що їх вони плели з живих або штучних квітів, іноді в них уплітали павині, гусячі, качині пера. Сережки, підвіски, каблучки, намиста були найрозповсюдженішими видами ювелірних прикрас, часто в них уставляли напівдорогоцінні камені і корали, що користувалися особливою любов'ю. Форми сережок були надзвичайно різноманітні: «п'явочки» (з одного кільця), «качечки», «метелики», «ягідки» (з червоними камінцями), «маківки» та інші. Дуже популярні були підвіски до сережок — бовти і теліпони, що бовтались і теліпались, коли жінка рухалась. Нашийною прикрасою зазвичай служило намисто у кілька (до 25) ниток-«разків» з дрібних намистин коралів, гранатів, смальти (кольорового скла), зрідка з бурштину. Також носили на шиї золоті монети — дукачі або личмани.
Регіональна назва прикрас нареченої на гуцульщині — берви.

## Галерея

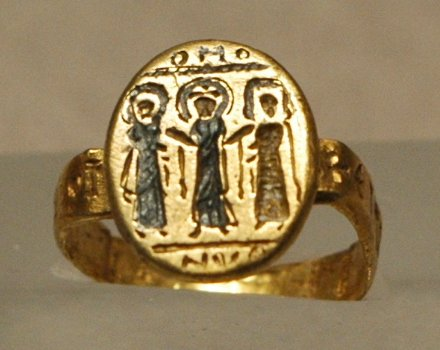
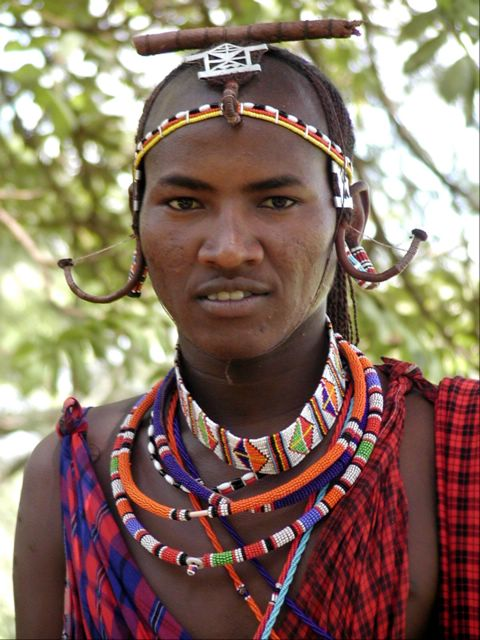
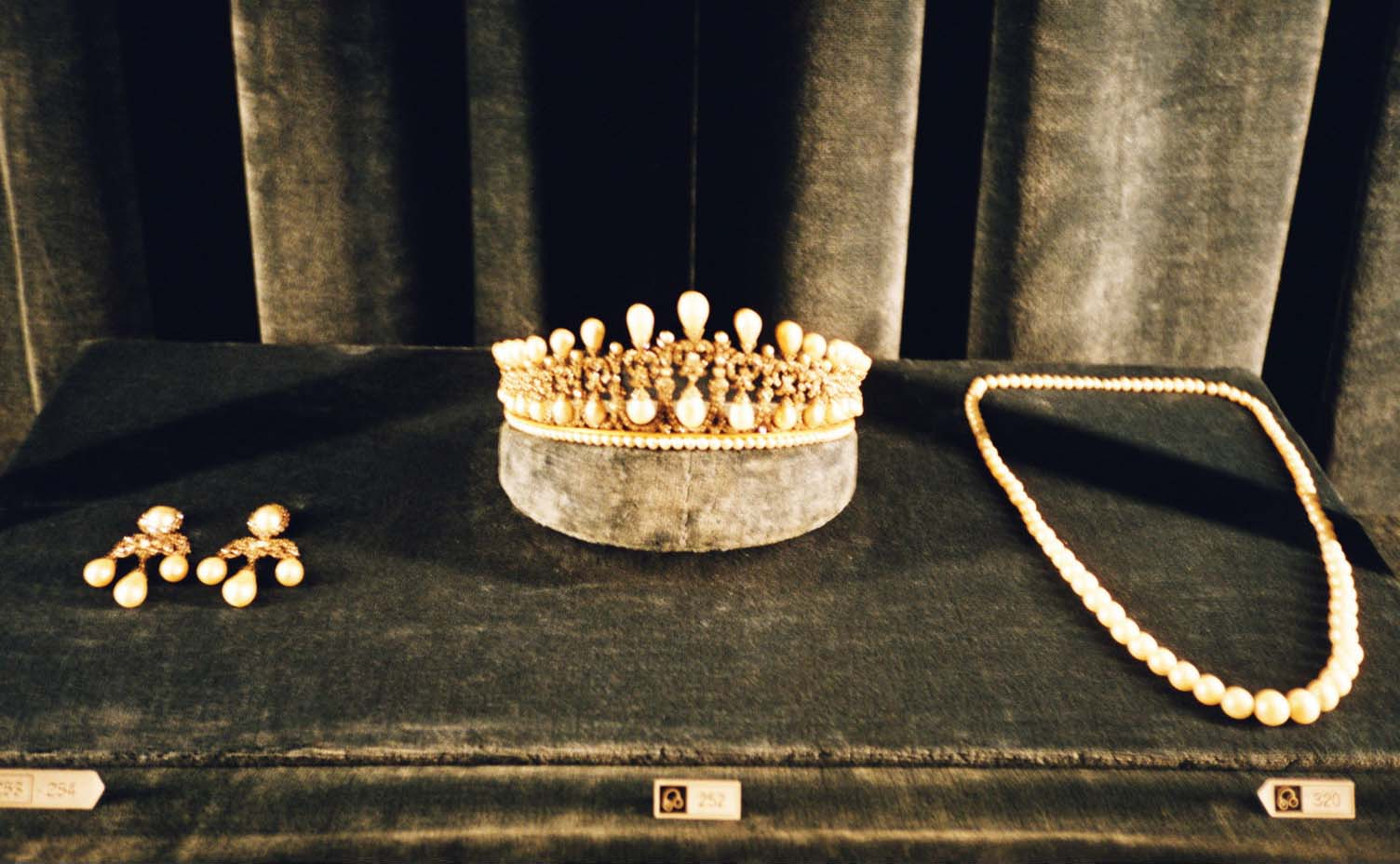
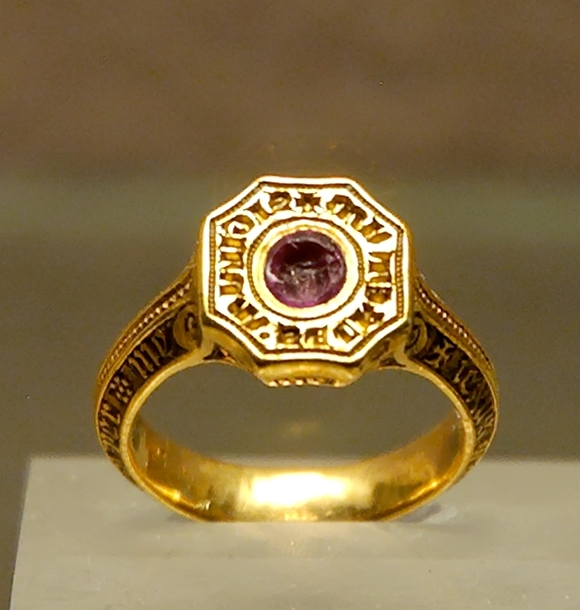
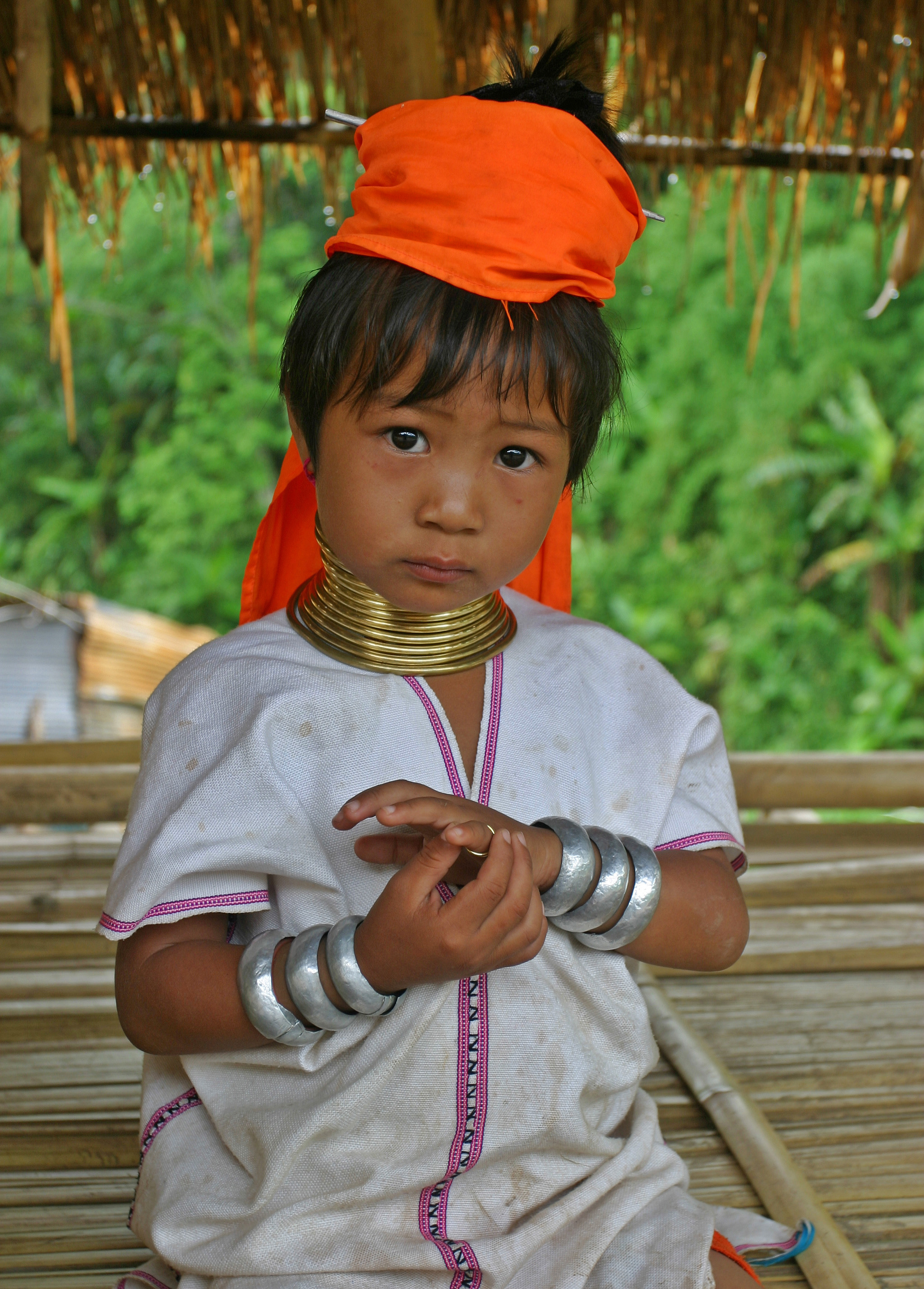
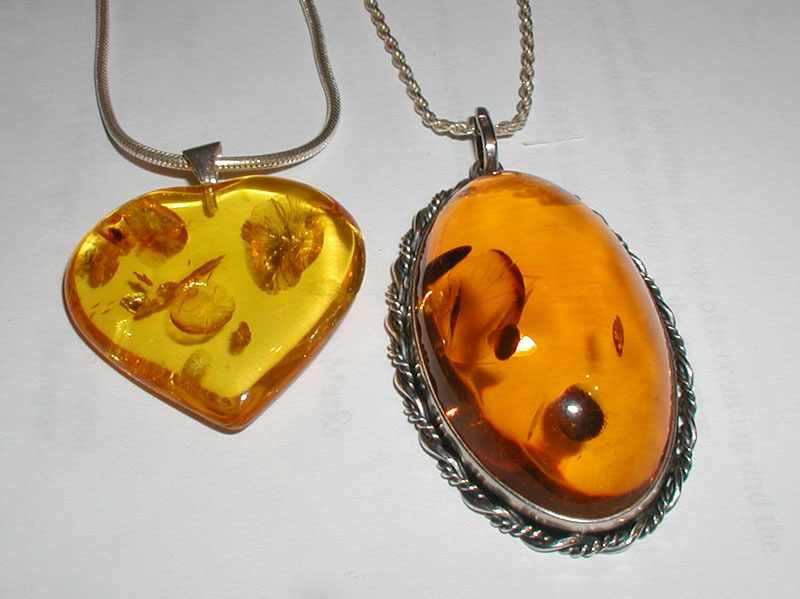
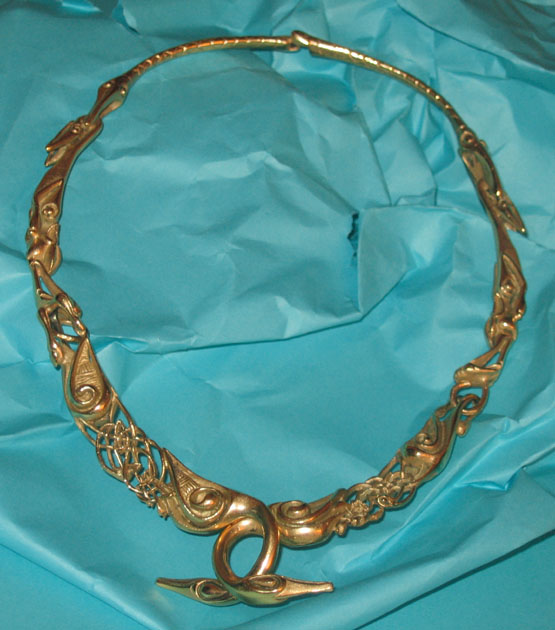
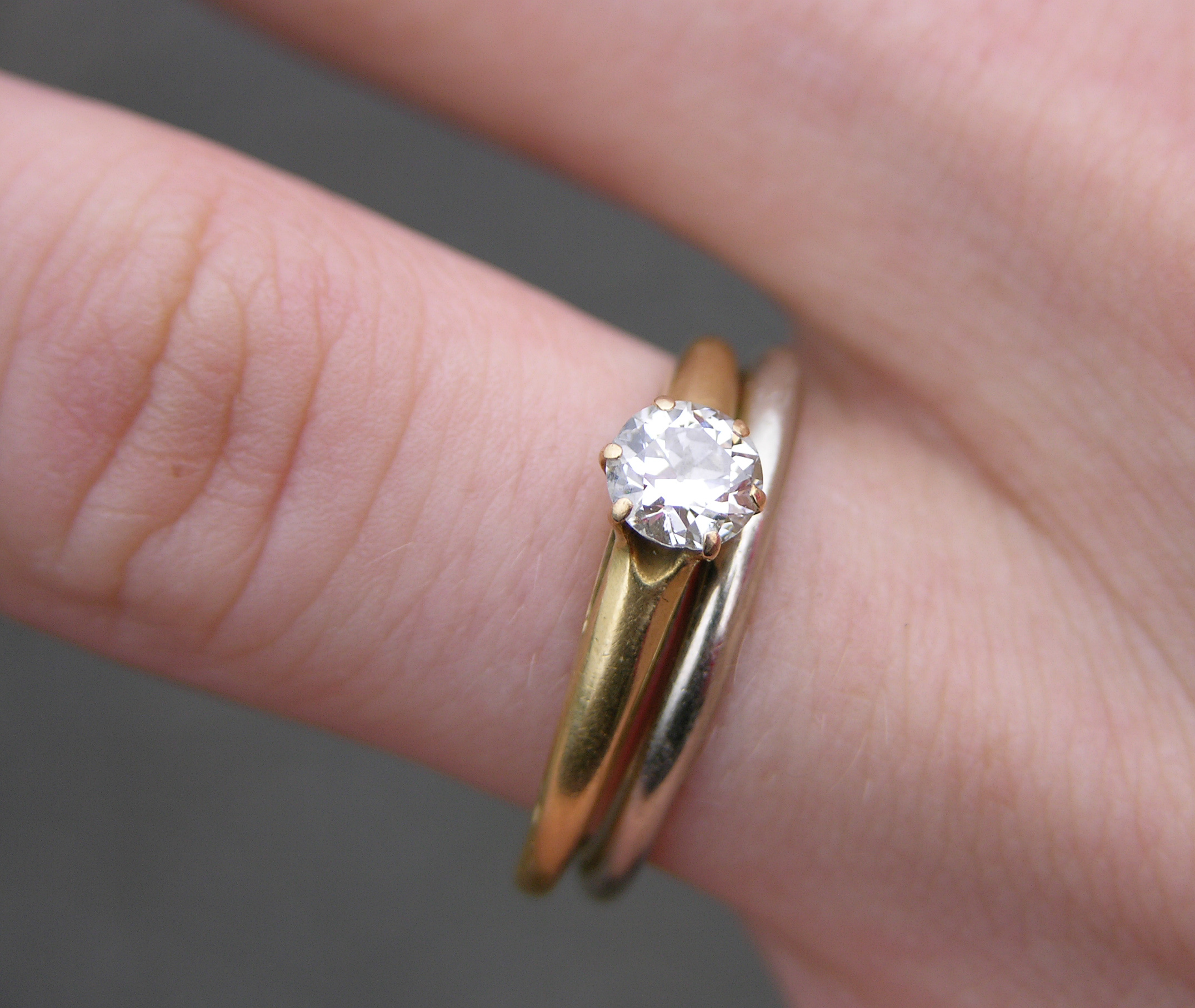
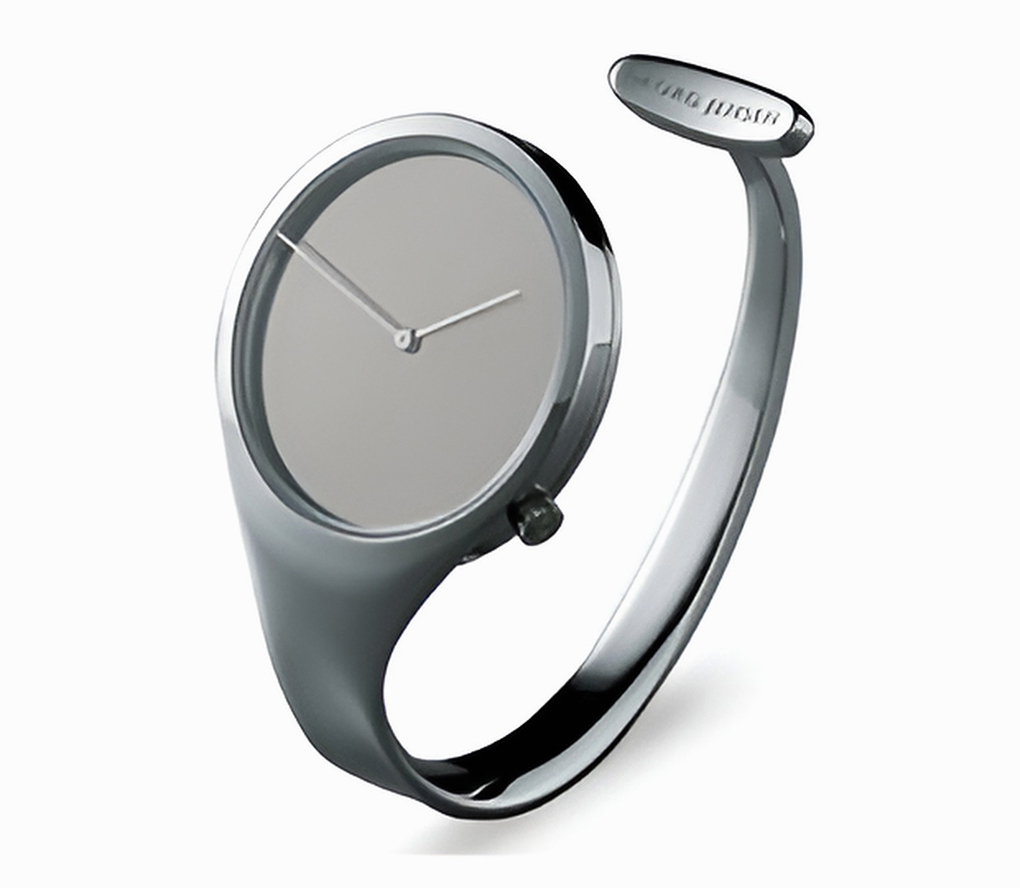
Годинник виготовлений Торун